# Sisay Measo
Sisay Measo (* 1980) ist eine äthiopische Marathonläuferin.

## Leben
Bei den Halbmarathon-Weltmeisterschaften kam sie 2003 in Vilamoura auf Rang 54 und 2005 in Edmonton auf Rang 22. 
2004 wurde sie Dritte beim Venedig-Marathon. Im Jahr darauf wurde sie Fünfte beim Zürich-Marathon und siegte beim Athen-Marathon.
Einem zweiten Platz beim Hong Kong Marathon 2006 folgte 2007 ein dritter Platz bei der Maratona d’Europa und 2008 ein fünfter Platz beim Rock ’n’ Roll Marathon. 
2011 wurde sie Zehnte beim Mumbai-Marathon und gewann den Alexander-der-Große-Marathon. Im Herbst wurde sie Vierte beim Warschau-Marathon und Fünfte beim Beirut-Marathon.

## Persönliche Bestzeiten
- Halbmarathon: 1:13:35 h, 1. Oktober 2005, Edmonton
- Marathon: 2:36:22 h, 27. November 2011, Beirut